# 1-broompentaan
1-broompentaan, ook bekend onder de naam n-pentylbromide, is een organische verbinding met als brutoformule C5H11Br. De stof komt voor als een kleurloze brandbare vloeistof met een zoetige geur. De verbinding wordt als synthon toegepast in onder andere de farmaceutische industrie.

## Synthese
1-broompentaan wordt gesynthetiseerd uit 1-pentanol en waterstofbromide. Een van de productieplaatsen in Nederland is "Broomchemie" in Terneuzen.